# Broken Bow (Nebraska)
Broken Bow é uma cidade localizada no estado americano de Nebraska, no Condado de Custer.

## Demografia
Segundo o censo americano de 2000, a sua população era de 3491 habitantes. 
Em 2006, foi estimada uma população de 3265, um decréscimo de 226 (-6.5%).

## Geografia
De acordo com o United States Census Bureau, a localidade tem uma área de 4,2 km², sem área coberta por água. Broken Bow localiza-se a aproximadamente 755 m acima do nível do mar.

## Localidades na vizinhança
O diagrama seguinte representa as localidades num raio de 32 km ao redor de Broken Bow. 